# تريستان هومر
تريستان هومر هو منتج تلفزيوني كندي، ولد في 1980 في Salmon Cove ‏ في كندا.